# Jonathan Brown (wielrenner)
Jonathan Brown (20 april 1997) is een Amerikaans wielrenner die anno 2018 rijdt voor Hagens Berman Axeon.

## Carrière
Als junior werd Brown in 2014 nationaal kampioen op de weg, voor Noah Granigan en David Lombardo. Een jaar later prolongeerde hij zijn titel, ditmaal voor Gage Hecht en Willem Kaiser.
Als tweedejaars belofte werd Brown onder meer twaalfde op het nationale kampioenschap tijdrijden voor beloften. Omdat zijn ploeg in 2018 een stap hogerop deed, werd Brown dat jaar prof. Datzelfde jaar werd hij Amerikaans kampioen op de weg.

## Overwinningen
2014
 Amerikaans kampioen op de weg, Junioren
2015
 Amerikaans kampioen op de weg, Junioren
2018
 Amerikaans kampioen op de weg, Elite

## Ploegen
- 2016 –  Axeon Hagens Berman (vanaf 20-4)
- 2017 –  Axeon Hagens Berman
- 2018 –  Hagens Berman Axeon

Barta · Brown · Costa · Curran · Daniel · Dunbar · Geoghegan Hart · Guerreiro · Joyce · Neilands · O'Donnell · Oien · Owen · Powless · Williams · Young
Anderson · Barta · Blevins · Brown · Costa · Curran · Dunbar · Garrison · Lawless · Narváez · I. Oliveira · R. Oliveira · Owen · Powless · Rice · Young
Almeida · Anderson · Barta · Bennett · Bjerg · Blevins · Brown · Costa · Davis · Garrison · Mostov · I. Oliveira · R. Oliveira · Philipsen · Revard · Rice · Zijlaard